# Boloria alberta
Boloria alberta là một loài bướm ngày thuộc họ Nymphalidae. Nó được tìm thấy ở Dãy núi Rocky của British Columbia và Alberta và ở miền bắc Montana.
Sải cánh dài 35–45 mm. Chúng bay từ tháng 7 to đầu tháng 8.
Ấu trùng ăn Mountain Avens (Dryas octopetala).

## Phụ loài
- Boloria alberta alberta (North America)
- Boloria alberta kurentzovi (Wyatt, 1961) (Chukotka)